# Crucianella sabulosa
Crucianella sabulosa là một loài thực vật có hoa trong họ Thiến thảo. Loài này được Korovin & Krasch. mô tả khoa học đầu tiên năm 1958.